# جيرالدين مورغان
جيرالدين مورغان (بالإسبانية: Geraldine Morgan)‏ هي لاعبة كمال أجسام تشيلية، ولدت في 22 يوليو 1977.